# Leah Kate

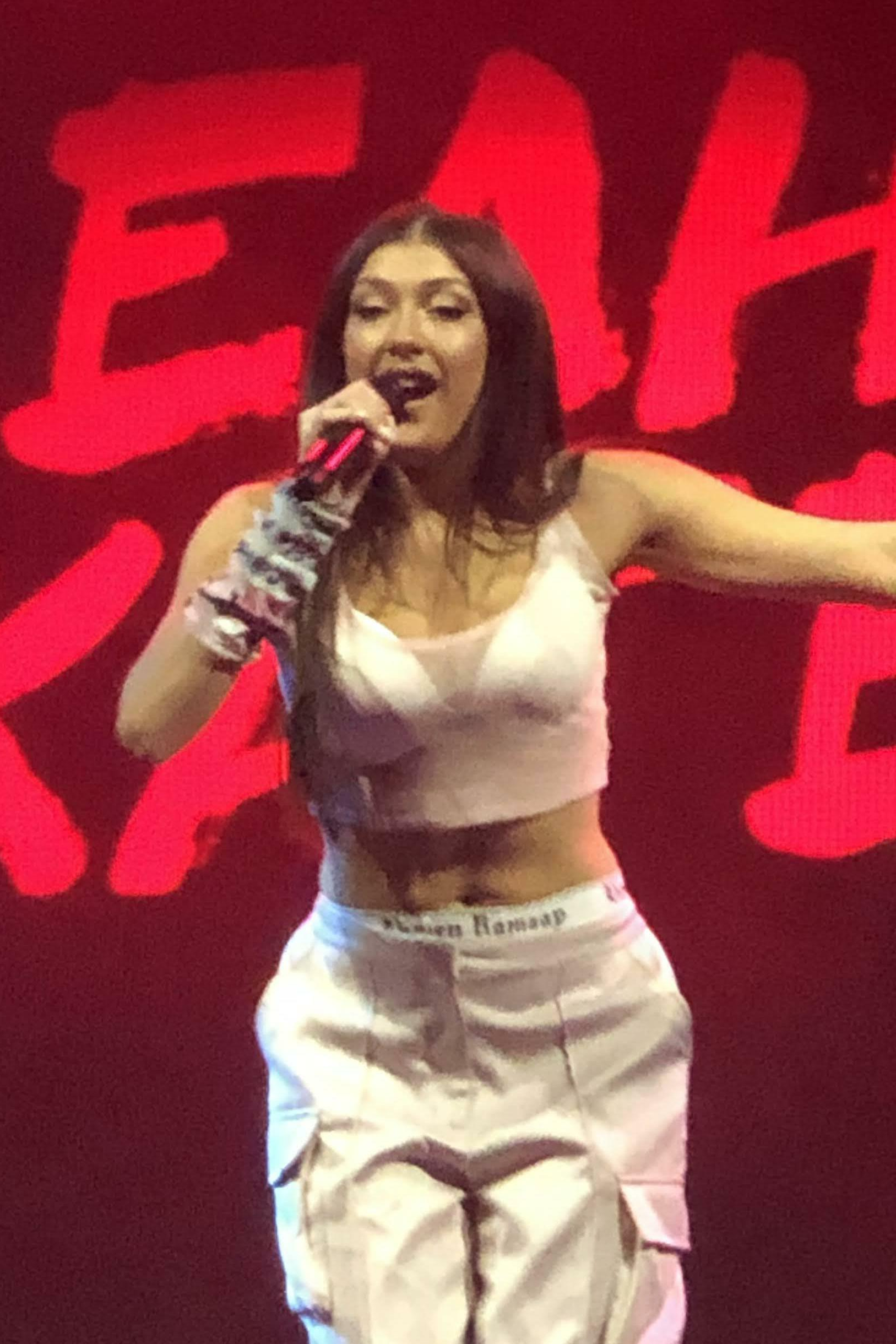
Leah Kate, 2022

Leah Kate Kalmenson (* 9. September 1992 in Los Angeles) ist eine US-amerikanische Sängerin.
Kate veröffentlichte im Juni 2019 ihre erste EP Impulse, gefolgt von What Just Happened? im Jahr 2021. Im Jahr 2022 veröffentlichte sie die Single 10 Things I Hate About You, die in Australien und Großbritannien in die Charts kam. Im März und April 2022 wurde sie als Vorgruppe für die Life Support Tour von Madison Beer in Europa ausgewählt. Ihr Debütalbum Super Over wurde im September 2023 veröffentlicht.

## Biografie

### Jugend
Kate wurde am 9. September 1992 geboren und wuchs in Los Angeles, Kalifornien, auf. Sie lebte eine Zeit lang in New York, um ihre Musikkarriere fortzusetzen.

### Karriere
2018 begann Kate, Coverversionen von Songs auf ihrem gleichnamigen YouTube-Kanal zu veröffentlichen. In dieser Zeit veröffentlichte sie ihre erste EP Impulse mit den Singles WTF? und So Good und setzte die Veröffentlichung ihrer EP mit der Veröffentlichung der Singles Visions und Bad Idea fort.
Im Juni 2020 veröffentlichte Kate Fuck Up the Friendship. Der amerikanische Unternehmer Alexis Ohanian wurde bei Indify, einem Start-up-Unternehmen, das bei der Förderung unabhängiger Künstler hilft, auf die Single aufmerksam. Sie kümmern sich darum, Kate mit der digitalen Marketingfirma Creed Media in Kontakt zu bringen.
Die Single gewann auf TikTok und Instagram enorm an Bedeutung und wurde auf Spotify über 84 Millionen Mal angehört. Danach folgten weitere Singles, darunter Grave, Boyfriend und Boy Next Door.
2021 veröffentlichte Kate die Singles Calabasas und Veronica als Vorbereitung auf ihre zweite EP What Just Happened?, die im Oktober des Jahres erscheinen sollte. Sie wollte Bailey Bryan auf seiner Fresh-Start-Tour durch die USA und Kanada als Vorgruppe unterstützen, die jedoch wegen der COVID-19-Pandemie auf nur zwei Auftritte reduziert wurde.
Im März 2022 veröffentlichte sie die Single Dear Denny, und nachdem auch sie auf TikTok viral gegangen war, folgte schnell die Veröffentlichung von 10 Things I Hate About You, ihrem ersten Song bei einem großen Label, 10k Projects, das zu Universal Music gehört. Der Song verbreitete sich weiter auf TikTok und wurde in vielen europäischen Ländern populär, während sie mit Madison Beer auf dem europäischen Teil ihrer Life-Support-Tour tourte. In den UK Top 40 erreichte der Song Platz 30 und war insgesamt 13 Wochen in den Charts vertreten.

## Diskografie

### Studioalben
- 2023: Super Over

### EPs
- 2019: Impulse
- 2021: What Just Happened?
- 2022: Alive and Unwell

### Singles
- 2022: 10 Things I Hate About You (US: Gold)

## Auszeichnungen für Musikverkäufe
| Goldene Schallplatte - Brasilien - 2024: für die Single 10 Things I Hate About You |

Anmerkung: Auszeichnungen in Ländern aus den Charttabellen bzw. Chartboxen sind in ebendiesen zu finden.
| Land/RegionAuszeichnungen für Musikverkäufe (Land/Region, Auszeichnungen, Verkäufe, Quellen) | Silber | Gold     | Platin | Verkäufe | Quellen             |
| -------------------------------------------------------------------------------------------- | ------ | -------- | ------ | -------- | ------------------- |
| Brasilien (PMB)                                                                              | —      | Gold1    | —      | 20.000   | pro-musicabr.org.br |
| Vereinigte Staaten (RIAA)                                                                    | —      | Gold1    | —      | 500.000  | riaa.com            |
| Vereinigtes Königreich (BPI)                                                                 | —      | Gold1    | —      | 400.000  | bpi.co.uk           |
| Insgesamt                                                                                    | —      | 3× Gold3 | —      |          |                     |